# Châu Đức
Châu Đức is een district in de Vietnamese provincie Bà Rịa-Vũng Tàu.
De hoofdstad van het district is Ngãi Giao.
Het district heeft een oppervlakte van ongeveer 421 km² en een populatie van ongeveer 149.707 inwoners.